# 长沙西站
长沙西站位于中华人民共和国湖南省长沙市望城区黄金园街道与金山桥街道交界处，是长株潭城际铁路和常益长高速铁路以及建设中长赣铁路的火车站，由中国铁路广州局集团管辖。

## 历史
2015年长沙西站随长株潭城际铁路工程一起开工建设，原项目规划与建设名称为“黄金镇站”，后又改名“湘江西站”，最终于2017年12月1日正式更名长沙西站（同时石长铁路原规划站名为“长沙西站”的车站改名为望城站，现已确定取消建设）。2017年12月26日，该站作为长株潭城际铁路的终点站正式启用，建筑面积为3500平方米，为线侧下式车站，站场规模为2台4线，其中正线2条，到发线2条。

## 改建计划
2020年5月8日，长沙西站开始进行站改扩建工程，车站停办客运业务，所有长株潭城际本线列车缩短至麓谷站始发终到，预计车站停办至2022年12月31日。
2021年8月18日，位于长沙西站西南部的常益长高速铁路长沙西动车运用所动工兴建，该工程新建6线检查库、26条存车线，配套建设相关生产生活办公设施，预留4线检查库、14条存车线。长沙西动车运用所走行线接轨长沙西站西端，占地面积895亩，新建房屋总面积5.7万平方米，工期11个月，计划2022年6月30日与常益长铁路长沙至益阳段同步开通。
2021年8月25日，长沙西站综合交通枢纽站房正式开工建设。扩建后的长沙西站综合交通枢纽规模约40.1万平方米，站场总规模12台22线，分为两场，其中高铁场6台11线，城际场6台11线，同时预留未来扩场4台8线的普速场接建条件。长沙西站站房是中国首座“十字型”高铁站房。建筑立面造型为圆润且由下向上逐渐伸展的姿态，寓意“杜鹃花开”之美丽愿景；4个立面上部的雨棚结构，被塑造为水波涌动的形式，彰显 “三湘四水”之地域特色。内部通过加大进站侧广厅的进深，采用纵向排队安检，有效改善现存大型站房进站广厅进深小、易拥堵等问题，极大提升腰部进站旅客的进站效率和舒适度。长沙西站预计2025年全面竣工。同时还将同步规划实施4条轨道交通项目，轨道交通开通运营后乘客可在长沙南站、长沙火车站、长沙高铁西站间实现“零换乘”。
2022年4月6日，长沙西站站场相关工程第一阶段顺利开通，为常益长铁路开通运营提供了前提条件。4月8日，常益长铁路与长株潭城际铁路在长沙西站外正式联通。6月5日，既有长沙西站站房拆除工作正式完成。

## 外部連結
- 中国铁路客户服务中心 （页面存档备份，存于）